# Брюшной тиф
Брюшной тиф (лат. typhus от др.-греч. τῦφος — «дым, жар; гордыня») — острая циклически протекающая кишечная антропонозная инфекция, вызываемая бактериями Salmonella Typhi (Salmonella enterica подвид enterica серовар Typhi), с алиментарным путём передачи, характеризующаяся лихорадкой, явлениями общей интоксикации с развитием тифозного статуса, розеолезными высыпаниями на коже, гепато- и спленомегалией и специфическим поражением лимфатической системы нижнего отдела тонкой кишки.
Одной из первых исторически известных эпидемий брюшного тифа была Афинская чума, описанная историком Фукидидом.
В России (XIX в.) брюшной тиф был известен как «горячка с пятнами».
Первые вакцины против брюшного тифа были разработаны в 1896 году Альмротом Эдвардом Райтом, Ричардом Пфайфером и Вильгельмом Колле.
В 2000 году брюшным тифом в мире переболели 21,6 млн человек, из них около 1 % с летальным исходом.

## Этиология

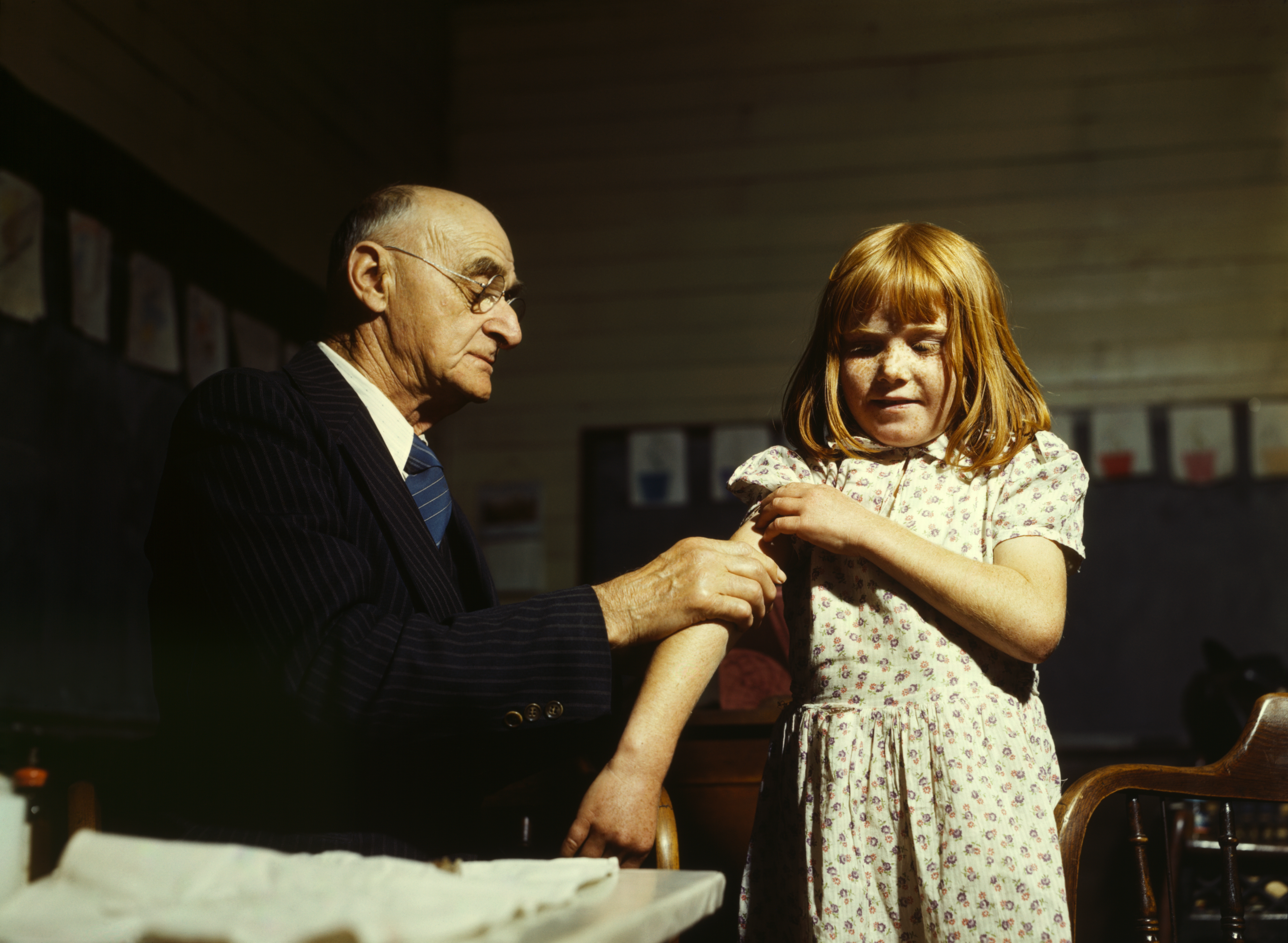
Прививка против тифа в сельской школе. США, Техас, 1943 год

Возбудитель болезни — Salmonella enterica subsp. enterica serovar Typhi из семейства Enterobacteriaceae рода Salmonella. Первые упоминания о возбудителе имеются в докладе, сделанном в городе Цюрихе в 1880 году Эбертом. Одновременно с Эбертом изучением бактерии занимались Кох, Клебс и Мейер. В 1884 году возбудитель был получен в чистом виде учеником Коха Гафки и получил название «палочка брюшного тифа Эберта — Гафки». Подвижная грамотрицательная палочка с закруглёнными концами, хорошо окрашиваемая всеми анилиновыми красителями. Экзотоксина нет. После гибели выделяет эндотоксин, патогенный только для человека. Не образует споры.
Бактерии брюшного тифа довольно устойчивы во внешней среде: в пресной воде водоёмов они сохраняются до месяца, на овощах и фруктах — до 10 дней, а в молочных продуктах могут размножаться и накапливаться.
Под воздействием 3%-го раствора хлорамина, 5%-го раствора карболовой кислоты, сулемы (1:1000), 96%-го этилового спирта они гибнут через несколько минут.

## История
На протяжении веков брюшной тиф был неизменным спутником войн, землетрясений и других катастроф, унося больше жизней, чем ранения. До XIX века тифом (от латинского typhos — дым, туман) называли все лихорадочные состояния, сопровождающиеся помрачением или потерей сознания. Брюшной тиф как отдельное заболевание выделили в 1829 году. Многие понимали связь между тифом и загрязненной пищей или напитками, но не было ясно, как именно переносится эта болезнь. Первые шаги в определении путей распространения и механизмов передачи тифа сделал английский сельский врач Уильям Бадд, который в 1838 году во время местной вспышки брюшного тифа пришел к выводу, что «яды» размножаются в кишечнике больных, присутствуют в их экскрементах и могут передаваться здоровым людям через загрязненную воду.
Ко второй половине XIX века рост городов привел к значительному ухудшению санитарных условий в них. Когда в 1861 году в 42-летнем возрасте умер британский принц Альберт, то возникло подозрение, что причиной его смерти стал брюшной тиф. Его смерть способствовала как исследованиям причин возникновения этой болезни, так и строительству канализационных систем. К концу XIX века стало ясно, что канализация и снабжение хорошей питьевой водой являются главными факторами в борьбе с брюшным тифом. Так, в Мюнхене с 1880 года заболеваемость брюшным тифом стала составлять в среднем лишь 100 случаев при населении в 360 000 человек, между тем как до этого это число достигало часто нескольких тысяч в год. Этот переворот совпал с устройством канализации и принятием других мер к очистке почвы (закрытие частных боен, запрещение загрязнять почву органическими отбросами из фабрик и квартир). Во французской армии в 1880 году умерли от брюшного тифа 2087 солдат, а в 1890 году — лишь 572, что нужно отнести, главным образом, на счет улучшенного водоснабжения. 
В России в 1913 году на 100 тыс. человек приходилось 24,2 заболевшего брюшным тифом, а в 1936 году — лишь 9,2. К 1986 году заболеваемость брюшным тифом в России снизилась до рекордно низких 5 человек на 100 тыс. человек.
В настоящее время в развитых странах заболеваемость брюшным тифом уменьшилась до единичных случаев. Однако в слаборазвитых странах, с неудовлетворительным состоянием санитарно-технических коммуникаций и низким уровнем санитарной культуры жителей, брюшной тиф остается значимой проблемой, особенно при различных катастрофах и социальных потрясениях. По состоянию на 2019 год ежегодно примерно 9 миллионов человек в мире заболевают брюшным тифом и 110 000 человек умирают от него.

## Эпидемиология

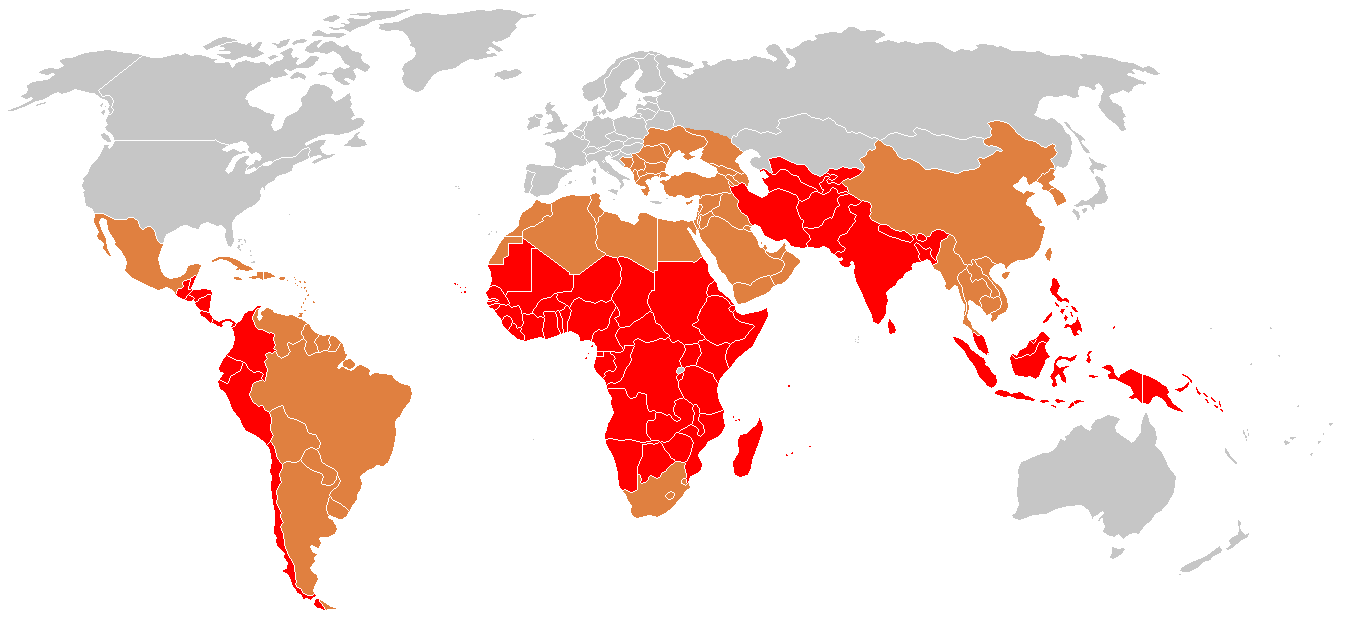
Мировая распространённость брюшного тифа
,🔶️ пояс тифа
♦ эпидемические зоны
⚪ спорадические случаи

### Резервуари источники возбудителя
Человек, больной или носитель (транзиторный, острый или хронический).

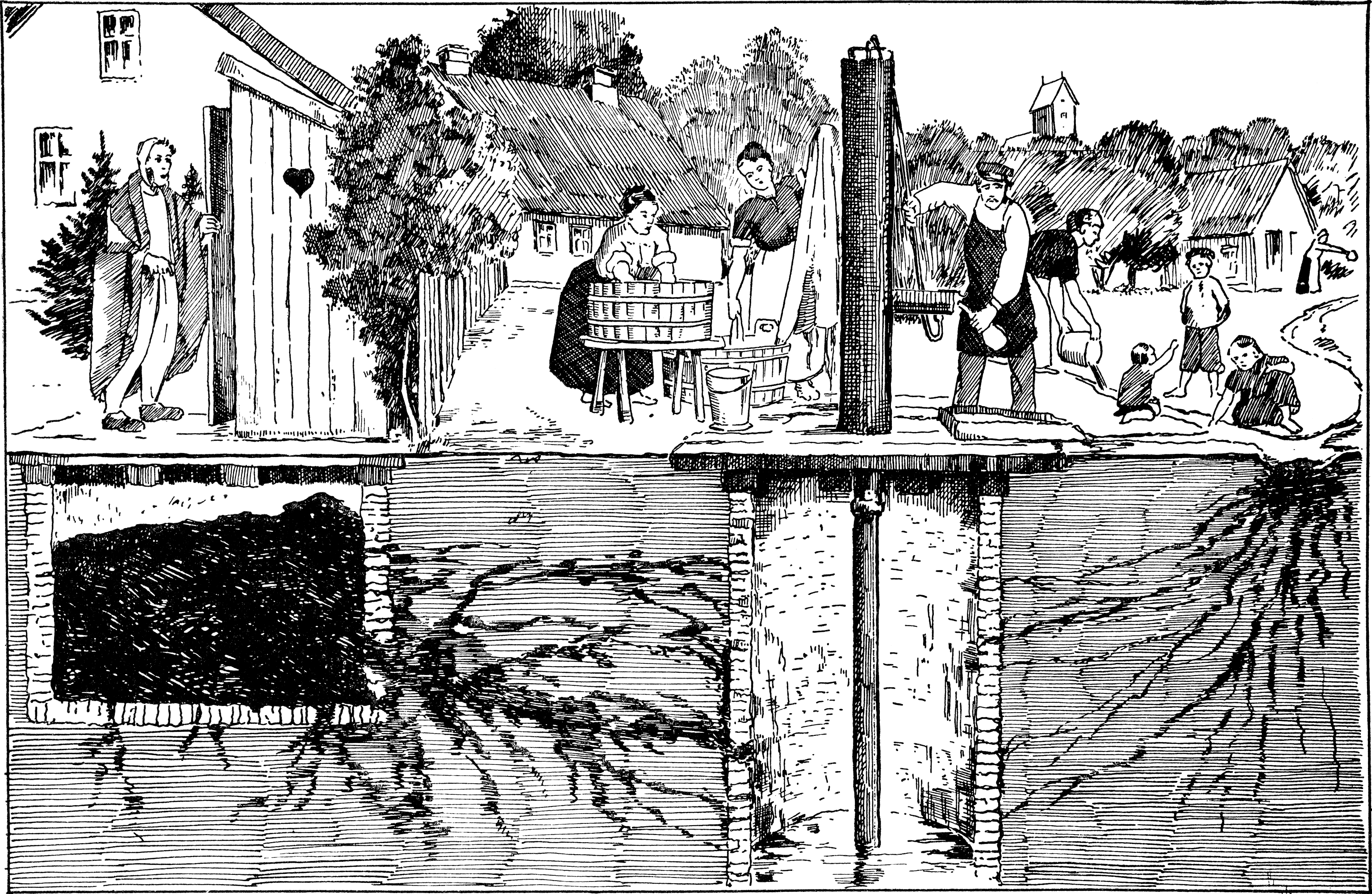
Рисунок 1939 года, изображающий пути попадания бактерий, вызывающих брюшной тиф, в колодец

### Период заразности источника
Наибольшее выделение возбудителя с фекалиями наблюдается в течение 1—5 недель заболевания с максимумом на 3-й неделе, с мочой — в течение 2—4 недель. Реконвалесценты нередко выделяют возбудителя во внешнюю среду в течение 14 дней (транзиторное носительство), у 10 % переболевших этот процесс продолжается до 3 месяцев (острое носительство), а 3—5 % становятся хроническими носителями, выделяя брюшнотифозную палочку в течение ряда лет. Перемежающийся характер выделения возбудителя брюшного тифа у хронических носителей затрудняет выделение и повышает их эпидемиологическую опасность.

### Механизм передачи возбудителя
Фекально-оральный. Путь передачи — преимущественно водный, но возможны пищевой (кефир, сметана, молоко, йогурт, фарш и т. д.) и бытовой пути передачи.

### Естественная восприимчивость людей
Высокая, хотя клинические проявления заболевания могут варьироваться от стертых до тяжело протекающих форм. Перенесённое заболевание оставляет стойкий иммунитет.

### Основные эпидемиологические признаки
Болезнь имеет убиквитарное распространение, однако заболеваемость преобладает на территориях с неблагополучными водоснабжением и канализацией. При водных вспышках чаще поражаются подростки и взрослые, при молочных — дети младшего возраста. Характерна летне-осенняя сезонность.

## Клиническая картина
Инкубационный период — от 6 дней до 30 дней, в среднем 2 недели.
Возбудитель — рот — кишечник — пейеровы бляшки и солитарные фолликулы (лимфаденит и лимфангит) — кровяное русло — бактериемия — первые клинические проявления. Циркулирующие в крови микроорганизмы частично погибают — высвобождается эндотоксин, обусловливающий интоксикационный синдром, а при массивной эндотоксемии — инфекционно-токсический шок.
Начальный период (время от момента появления лихорадки до установления её постоянного типа) — продолжается 4—7 дней и характеризуется нарастающими симптомами интоксикации. Бледность кожи, слабость, головная боль, снижение аппетита, брадикардия. Обложенность языка белым налётом, запоры, метеоризм, поносы.
Период разгара — 9—10 дней. Температура тела держится постоянно на высоком уровне. Симптомы интоксикации резко выражены. Больные заторможены, негативны к окружающему. При осмотре на бледном фоне кожи можно обнаружить бледно-розовые единичные элементы сыпи — розеолы, слегка выступающие над поверхностью кожи, исчезающие при надавливании, располагающиеся на коже верхних отделов живота, нижних отделов грудной клетки, боковых поверхностях туловища, сгибательных поверхностях верхних конечностей. Отмечаются глухость тонов сердца, брадикардия, гипотония. Язык обложен коричневатым налётом ("фулигинозный" язык), с отпечатками зубов по краям. Живот вздут, имеется склонность к запорам. Увеличивается печень и селезёнка. Тифозный статус — резкая заторможенность, нарушение сознания, бред, галлюцинации. Другим проявлением тяжести болезни является инфекционно-токсический шок.
Период разрешения болезни. Температура падает критически или ускоренным лизисом, уменьшается интоксикация — появляется аппетит, нормализуется сон, постепенно исчезает слабость, улучшается самочувствие.
В период реконвалесценции у 3—10 % больных может наступить рецидив болезни. Предвестниками рецидива являются субфебрилитет, отсутствие нормализации размеров печени и селезёнки, сниженный аппетит, продолжающаяся слабость, недомогание. Рецидив сопровождается теми же клиническими проявлениями, что и основная болезнь, но протекает менее продолжительно.
Брюшной тиф может протекать в легкой, среднетяжелой и тяжелой формах. Выделяют атипичные формы болезни — абортивные и стертые.
В настоящее время в клинической картине брюшного тифа произошли большие изменения. Это связано с повсеместным применением антибиотиков, а также с иммунопрофилактикой. Вследствие этого стали преобладать стертые и абортивные формы заболевания. Лихорадка может длиться до 5—7 дней (иногда 2—3 дня). Чаще встречается острое начало (без продромального периода — в 60—80 % случаев). Что касается картины крови, то в 50 % случаев сохраняется нормоцитоз, эозинофилы в норме. Серологические реакции на брюшной тиф могут быть отрицательными в течение всей болезни.

## Диагностика
Лабораторная диагностика прежде всего заключается в бактериологическом исследовании крови, кала, мочи, желчи. Метод гемокультуры можно использовать с первых дней заболевания и до конца лихорадочного периода, желательно до начала лечения. Для этого 5—10 мл крови из локтевой вены больного засевают на 20 % желчный бульон или среду Рапопорта, мясопептонный бульон с 1 % глюкозы, либо даже в стерильную дистиллированную воду. Объем среды — 50—100 мл. Соотношение материала и среды должно быть 1:10. Кал, мочу, дуоденальное содержимое исследуют со 2-й недели от начала заболевания, засевая на среды Плоскирева, Левина, Мюллера и др. Предварительный результат этих исследований получают через 2 дня, окончательный — через 4 дня.
Для выявления брюшной тифозной палочки в фекалиях, моче, дуоденальном содержимом используют РИФ с меченными сыворотками к О- и Vi-антигенам. Предварительный ответ может быть получен в течение 1 ч, окончательный — через 5—20 ч.
Из серологических методов используют РА (Видаля) и РПГА с цистеином. Реакцию Видаля ставят с Н- и О-антигенами с 7—9-го дня заболевания повторяют на 3—4-й неделе для определения нарастания титра (от 1:200 до 1:400-1:800-1:1600). Последнее имеет значение для исключения положительного результата реакции, который может быть обусловлен предшествовавшей иммунизации против брюшного тифа. Ответ может быть получен через 18-20 ч. При постановке РПГА учёт результатов проводят после инкубирования пластин при 37° С в течение 1,5—2 ч и повторно — через 24 ч нахождения при комнатной температуре. Положительный считается реакция в титре 1:40 и выше.

## Лечение
Лечение пациентов с тифо-паратифозными заболеваниями или с подозрением на брюшной тиф или паратифы должно проводиться в условиях стационара. Также госпитализации подлежат впервые выявленные бактериовыделители.
Лечебные мероприятия заключаются в следующем: постельный режим в течение периода лихорадки, регидратация (оральная или внутривенная), щадящая диета, этиотропная терапия (антибиотики орально или в инъекциях (напр., левомицетин, ампициллин), фагирование), средства патогенетической терапии (пробиотики, пребиотики, ферменты); симптоматические средства (жаропонижающие, спазмолитики).
Этиотропная терапия показана при любой форме тяжести тифо-паратифозных заболеваний.

### Брюшнотифозный бактериофаг
Брюшнотифозный фаг выпускается в таблетках и растворах лизатов сальмонелл, широко используется для лечения и профилактики брюшного тифа. В отличие от антибиотиков, не вызывает формирования устойчивых штаммов, не имеет противопоказаний и практически не даёт побочных эффектов. Безопасен, широко используется в педиатрической практике. Помимо брюшнотифозного фага для лечения брюшного тифа могут использоваться и поливалентные сальмонеллезные и энтеробактерные фаги. В СССР применялись и для профилактики брюшного тифа у контактных лиц, в том числе у беременных.

### Антибиотики
Там, где резистентность встречается редко, предпочтительным лечением являются фторхинолоны, например ципрофлоксацин. В противном случае применяют цефалоспорины третьего поколения, например цефтриаксон или цефотаксим. Цефиксим является подходящей оральной альтернативой.
Лечение заболевания антибиотиками снижает частоту летальных исходов примерно до 1 %.
Без лечения у некоторых пациентов развивается устойчивая лихорадка, брадикардия, гепатоспленомегалия, абдоминальные симптомы и иногда пневмония. У пациентов с белой кожей розовые пятна, которые исчезают от давления, появляются на коже туловища в 20 % случаев. На третьей неделе в нелеченных случаях могут развиться желудочно-кишечные и церебральные осложнения, которые могут привести к летальному исходу в 10—20 % случаев. Самые высокие показатели смертности регистрируются у детей в возрасте до 4 лет. Приблизительно 2—5 % из тех, кто заболел брюшным тифом, становятся хроническими носителями, поскольку бактерии сохраняются в желчных путях после устранения симптомов.
В России, в соответствии с клиническими рекомендациями, применяются следующие антибиотики, обычно до десятого дня нормальной температуры.
- Стартовые препараты: хлорамфеникол, амоксициллин, ампициллин, защищённые пенициллины, триметоприм/сульфаметаксозол, цефиксим, нитрофурановые препараты.
- Препараты резерва: ципрофлоксацин, пефлоксацин, левофлоксацин, норфлоксацин, офлоксацин, цефалоспорины 3—4 поколения, азтреонам, имипенем, меропенем, азитромицин, рифампицин.

### Хирургия
Хирургическое вмешательство требуется, если происходит перфорация кишечника. В одном исследовании было установлено, что 30-дневная смертность после таких операций составила 9 % (8/88), а число хирургических инфекций — 67 % (59/88). Следует иметь в виду, что статистика получена из стран, ограниченных в ресурсах. Обычно проводят простое закрытие перфорации с дренированием брюшины. Резекция тонкой кишки показана пациентам с множественными перфорациями. Если антибиотикотерапия не устраняет гепатобилиарное носительство, возможно удаление желчного пузыря. Холецистэктомия не всегда успешна в устранении состояния носительства из-за персистирующей инфекции печени.

### Резистентность к антибиотикам
Устойчивость к ципрофлоксацину является растущей проблемой, особенно в Индийском субконтиненте и Юго-Восточной Азии. Многие медцентры отказываются от использования ципрофлоксацина в качестве первой линии для лечения брюшного тифа, происходящего из Южной Америки, Индии, Пакистана, Бангладеш, Таиланда или Вьетнама. Для этих людей рекомендуемое лечение первой линии — цефтриаксон. Также предполагается, что азитромицин лучше подходит для лечения резистентного тифа в популяциях, чем фторхинолоновые препараты и цефтриаксон.

## Диспансерное наблюдение за переболевшими
Прекращение бактериовыделения бывает временным и через некоторое время (до нескольких лет) может возобновляться.
Выписка реконвалесцентов осуществляется на фоне полного клинического выздоровления, нормализации лабораторных показателей, после 3-кратных отрицательных посевов кала, мочи и однократного—желчи, но не ранее 21-го дня нормальной температуры тела.
После выписки из стационара переболевшие подлежат диспансерному наблюдению, по истечении 3 мес проводится бактериологическое исследование кала, мочи и желчи. При отрицательных результатах наблюдение прекращается. Реконвалесценты из числа работников пищевых и приравненных к ним предприятий находятся под наблюдением на протяжении всей трудовой деятельности.
В XX веке было известно несколько очагов заболеваний, вызванных бессимптомными носителями, одними из самых известных были так называемые Тифозная Мэри и Тифозный Джон.

## Профилактика
Для предотвращения распространения тифа важны санитария и гигиена. Заболевание может распространяться только в средах, где человеческие фекалии вступают в контакт с пищей или питьевой водой. Тщательное приготовление пищи и мытьё рук имеют решающее значение для предотвращения тифа. Индустриализация, в том числе изобретение автомобиля, в значительной степени способствовали ликвидации брюшного тифа, поскольку устраняли опасность для здоровья населения, связанную с наличием навоза на общественных улицах, что приводило к большому количеству мух, которые известны, как переносчики многих патогенных микроорганизмов, в том числе Salmonella spp.
В России действуют Санитарные правила, в которых в качестве профилактических предлагаются меры, предупреждающие контаминацию возбудителями брюшного тифа и (или) паратифов:
- пищевых продуктов, как в процессе их хранения и производства, так и на всех этапах их реализации;
- питьевой воды;
- объектов коммунального хозяйства;
- предметов быта и окружающей обстановки в организованных коллективах.

Обследование кала на брюшной тиф проводится лицам, поступающим на работу по некоторым должностям, связанным с производством, обработкой, хранением, транспортировкой и выдачей продуктов питания; обслуживанием и питанием детей; эксплуатацией водопроводных сооружений, доставкой и хранением питьевой воды.
Плановая вакцинация в России предоставляется следующим категориям:
- работники, обслуживающие канализационные сети, сооружения и оборудование, а также организации по санитарной очистке населенных мест, сбору, транспортировке и утилизации бытовых отходов;
- лица, работающие с живыми культурами брюшного тифа, а также работники инфекционных больниц (отделений), патологоанатомических отделений;
- иностранные граждане, прибывшие из эндемичных по брюшному тифу стран для учебы или работы;
- лица, выезжающие в эндемичные по брюшному тифу регионы и страны.

По эпидемиологическим показаниям прививки проводятся при угрозе возникновения эпидемий и вспышек. Вакцинация против брюшного тифа показана всем членам семьи бактерионосителя, а также другим лицам, часто вступающим в контакт с бактерионосителем.
В России доступны вакцины против брюшного тифа под марками Вианвак (от трёхлетнего возраста, однократно, беременным противопоказана) и Тифивак (от 18-летнего возраста, двукратно, беременным противопоказана).

## Эпидемическая обстановка в СНГ

### Кыргызстан
По данным, кризис в экономике после 1991 года ухудшил санитарно-эпидемиологическую обстановку. Так, в 1998 году в городе Ош была эпидемия, охватившая более 1000 человек (108,7 на 100 тыс.). Ей способствовала беспорядочная торговля без санитарных книжек, утрата ответственности у (части) граждан республики, позднее обращение к врачу, утрата медицинским персоналом навыков выявления и диагностики (так как из-за очень низкой заболеваемости в СССР было воспитано «несколько поколений врачей» … «годами не видевших брюшнотифозной инфекции»), снижение дисциплины, ослабление санитарно-эпидемиологического надзора, ухудшение работы коммунально-хозяйственных служб, другими негативными последствиями. В целом, заболеваемость брюшным тифом, паратифами А и Б в республике имеет стабильно высокие цифры.
Основным путём заражения является водный. По официальным данным в южных областях регистрировались отдельные больные; но рост их числа может свидетельствовать о том, что в Ошской и Жалал-Абадской областях значительная часть случаев заболеваний не выявляется. Население не обеспечено централизованным водоснабжением, подвоз воды не организован, и используется вода из арыков. В то же время (например, в Нокенском районе в Жалал-Абадской области) очистные канализационные стоки поступают в резервуар, который своевременно не освобождается от сточных вод, и они растекаются по прилегающей территории, загрязняя её.

### Россия
В России, в январе — октябре 2017, наблюдался рост заболеваемости брюшным тифом, всего было зарегистрировано 24 случая.

### Украина
Периодически вспышки брюшного тифа отмечаются на Украине, в Закарпатье в 2005 году, было зарегистрировано как минимум 6 случаев; и 1 в Одессе в 2015.

### Казахстан
За период с 1991 по 2015 годы заболеваемость брюшным тифом снизилась, с 356 случаев на 100 тыс. населения 1991 году до 1 в 2015 году.

### Таджикистан
В Колхозабадском районе Хатлонской области несколько десятков человек госпитализированы с подозрением на брюшной тиф в 2004 году, по сведениям министерства здравоохранения республики, заболело около 50 человек. Источником заражения, по данным медиков, стала вода из прудов. До этого самая масштабная эпидемия брюшного тифа была зарегистрирована здесь в 1997 году. Тогда по всей республике от инфекции погибли более пяти тысяч человек. Ещё одна вспышка была отмечена в 2003 году, в больницы попали более тысячи человек.